# Succineogerris
Succineogerris is een geslacht van wantsen uit de familie van de Gerridae (schaatsenrijders). Het geslacht werd voor het eerst wetenschappelijk beschreven door Nils Møller Andersen in 2000.

## Soorten
Het genus bevat de volgende soorten:

- Succineogerris larssoni Andersen, 2000
- Succineogerris nilsi Zettel & Heiss, 2011